# Porrhomma terrestre
Porrhomma terrestre là một loài nhện trong họ Linyphiidae.
Loài này thuộc chi Porrhomma. Porrhomma terrestre được James Henry Emerton miêu tả năm 1882.